# Infinite Craft
Infinite Craft (с англ. — «Бесконечное создание») — браузерная игра в жанре песочницы, основанная на соединении между собой базовых элементов и вышедшая в 2024 году. Разработана Нилом Агарвалом. Агарвал начал разработку игры 16 января 2024 и 15 дней спустя объявил о выходе игры в Twitter. Сразу после выхода игра быстро достигла популярности в сети, привлекая внимания летсплееров и рядовых игроков, набрав десятки тысяч активных пользователей.

## Игровой процесс

В Infinite Craft игрок может создавать различные элементы, используя ранее полученные.

Игра начинается с четырех базовых элементов — воды («Water»), огня («Fire»), земли («Earth») и ветра («Wind»). Игрок, перетаскивая их с расположенной справа боковой панели друг на друга, может создавать новые элементы. Например:
- Огонь («Fire») + вода («Water») = пар («Steam»)[5]
- Земля («Earth») + вода («Water») = растение («Plant»)[6]
- Огонь («Fire») + огонь («Fire») = вулкан («Volcano»)

Главной особенностью игры является использование генеративного искусственного интеллекта LLaMA2 для создания новых элементов, что позволяет продолжать игру практически бесконечно (ИИ, используемый в игре, имеет 32 000 уникальных токенов, а максимальное количество жетонов, которое может иметь внутриигровой элемент — 20, что доводит теоретический предел элементов до 1,27 × 1090, то есть 1,27 новемвигинтиллиона). В Infinite Craft помимо предметов можно создавать объекты, места, художественные произведения, вымышленных и настоящих персонажей, философские концепции, видеоигры, спортивные команды, животных, числа, бога, большой взрыв и безграничное множество другого.
Если игрок первым в мире открывает новый элемент, игра сообщает игроку о том, что это «Первое открытие» (англ. First Discover), и элемент переносится в отдельную вкладку «Открытия» («Discoveries»)

## Разработка и выпуск
Infinite Craft была создана Нилом Агарвалом, разработчиком из штата Нью-Йорк. Автор известен работами над другими браузерными играми и информационными сайтами. Он разработал Infinite Craft для своего веб-сайта neal.fun, на котором он выкладывает свои игры. Веб-сайт был запущен 26 октября 2017 года, но стал популярен после выпуска The Password Game. Мобильное приложение для iOS было выпущено в App Store 30 апреля 2024 года. 21 мая 2024 года в магазине приложений Google Play была выпущена версия для Android.

## Технические подробности
Все элементы в Infinite Craft генерируются генеративной моделью ИИ LLaMA2, хостом которой является Together AI. Сама игра работает на серверах Нила Агарвала.
Когда игрок объединяет два элемента на веб-сайте, игра проверяет в своей базе данных, были ли эти два элемента уже объединены ранее, а если нет, в LLaMA отправляется запрос для определения результата, который затем сохраняется в базе данных игры. Это сделано для того, чтобы уменьшить количество запросов к нейросети и гарантировать, что одна и та же пара элементов всегда выдает один и тот же результат для всех игроков.

## Отзывы
Кристиан Донлан из издания Eurogamer сравнил Infinite Craft с одним из своих осознанных сновидений, отметив, что при попытках создать определённый элемент он «постоянно ускользает».

## Замечания
1. ↑  LLaMA2, генеративный ИИ, используемый в игре, имеет 32 000 уникальных токенов. Максимальное количество токенов, которое может иметь внутриигровой элемент, равно 20, что доводит теоретический предел до 32 00020.